# 秦川河
秦川河，位于中国广西壮族自治区平南县东部，是西江浔江段左岸支流，发源于平南县同和镇活步村三田冲，向南流经东平水库、东华乡，于丹竹镇西郊汇入浔江。河长42千米，流域面积280平方千米。流域内物产丰富，盛产八角、玉桂、松脂、竹笋等农副产品。